# Stagni di Murtas e S'Acqua Durci
Stagni di Murtas e S'Acqua Durci este o arie protejată (arie specială de conservare — SAC, sit de importanță comunitară — SCI) din Italia întinsă pe o suprafață de 744 ha, din care 45 % marine.

## Localizare
Centrul sitului Stagni di Murtas e S'Acqua Durci este situat la coordonatele 39°31′02″N 9°38′04″E / 39.517222°N 9.634444°E.

## Înființare
Situl Stagni di Murtas e S'Acqua Durci a fost declarat sit de importanță comunitară în septembrie 1995 pentru a proteja 1 specie de plante și 15 specii de animale. Situl a fost protejat și ca arie specială de conservare în ianuarie 2022.

## Biodiversitate
Situată în ecoregiunea mediteraneană, aria protejată conține 14 habitate naturale: Vegetație anuală la limita mareei, Faleze cu vegetație de Limonium spp. endemic de pe coastele mediteraneene, Dune de pe litoral fixate cu Crucianellion maritimae, Pășuni mediteraneene udate de apa mării (Juncetalia maritimi), Bancuri de nisip acoperite în permanență slab de apă marină, Galerii și tufărișuri riverane sudice (Nerio-Tamaricetea și Securinegion tinctoriae), Dune mobile cu vegetație embrionară, Dune mobile de-a lungul țărmului cu Ammophila arenaria („dune albe”), Lagune de coastă, Straturi cu Posidonia (Posidonion oceanicae), Păduri aluvionare cu Alnus glutinosa și Fraxinus excelsior (Alno-Padion, Alnion incanae, Salicion albae), Stepe sărăturate mediteraneene (Limonietalia), Dune cu vegetație ierboasă Malcolmietalia, Tufărișuri halofile mediteraneene și termo-atlantice (Sarcocornetea fruticosi).
La baza desemnării sitului se află mai multe specii protejate:
- plante (1): Linaria flava
- păsări (12): pescăruș albastru (Alcedo atthis), Alectoris barbara, egretă mare (Ardea alba), stârc roșu (Ardea purpurea), Calonectris diomedea, prundăraș de sărătură (Charadrius alexandrinus), erete de stuf (Circus aeruginosus), erete vânăt (Circus cyaneus), egretă mică (Egretta garzetta), stârc pitic (Ixobrychus minutus), Larus audouinii, chiră de baltă (Sterna hirundo)
- pești (2): Alosa fallax, Aphanius fasciatus
- reptile (1): țestoasa de baltă (Emys orbicularis)

Pe lângă speciile protejate, pe teritoriul sitului au mai fost identificate 7 specii de plante, 20 de specii de păsări, 2 specii de amfibieni, 2 specii de reptile.